# High Level Airport
High Level Airport är en flygplats i Kanada.   Den ligger i provinsen Alberta, i den centrala delen av landet, 3 100 km väster om huvudstaden Ottawa. High Level Airport ligger 338 meter över havet. Den ligger vid sjön Footner Lake.
Terrängen runt High Level Airport är platt. Trakten runt High Level Airport är nära nog obefolkad, med mindre än två invånare per kvadratkilometer.. Närmaste större samhälle är High Level, 11,7 km söder om High Level Airport.
I omgivningarna runt High Level Airport växer i huvudsak blandskog.